# Zanola poecila
Zanola poecila är en fjärilsart som beskrevs av Max Wilhelm Karl Draudt 1929. Zanola poecila ingår i släktet Zanola och familjen silkesspinnare. Inga underarter finns listade i Catalogue of Life.